# Краснопіль (Коростенський район)
Краснопі́ль — село в Україні, у Коростенському районі Житомирської області. Населення становить 137 осіб.

## Історія
У 1906 році село  Іскоростської волості Овруцького повіту Волинської губернії. Відстань від повітового міста 50 верст, від волості 9. Дворів 71, мешканців 457.
6 листопада 1921 року під час Листопадового рейду через Вигів проходив відділ Леоніда Ступницького Волинської групи (командувач — Юрій Тютюнник) Повстанської армії УНР.
Колишній орган місцевого самоуправління — Вигівська сільська рада.

## Галерея

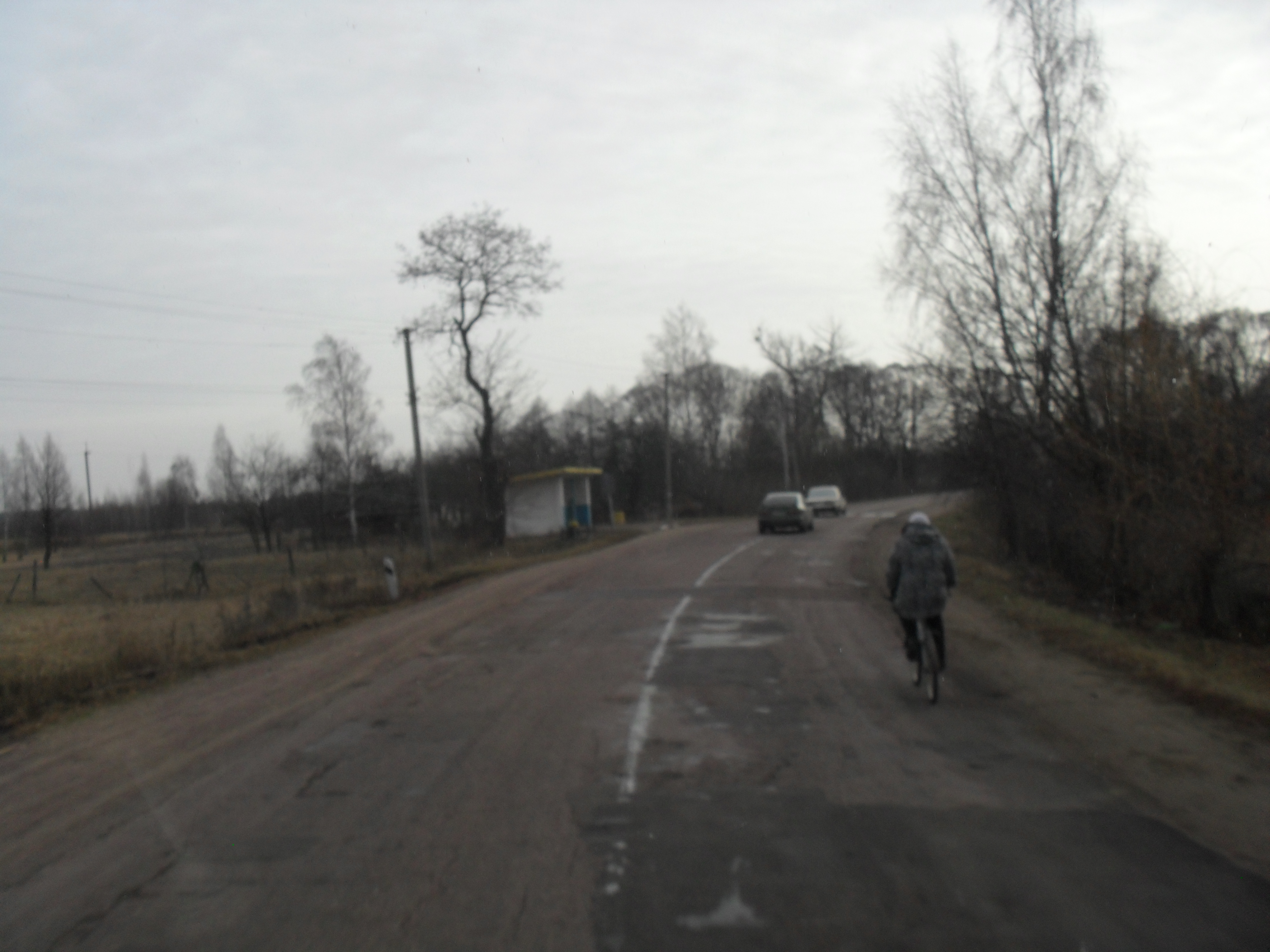
Автомобільна дорога через село
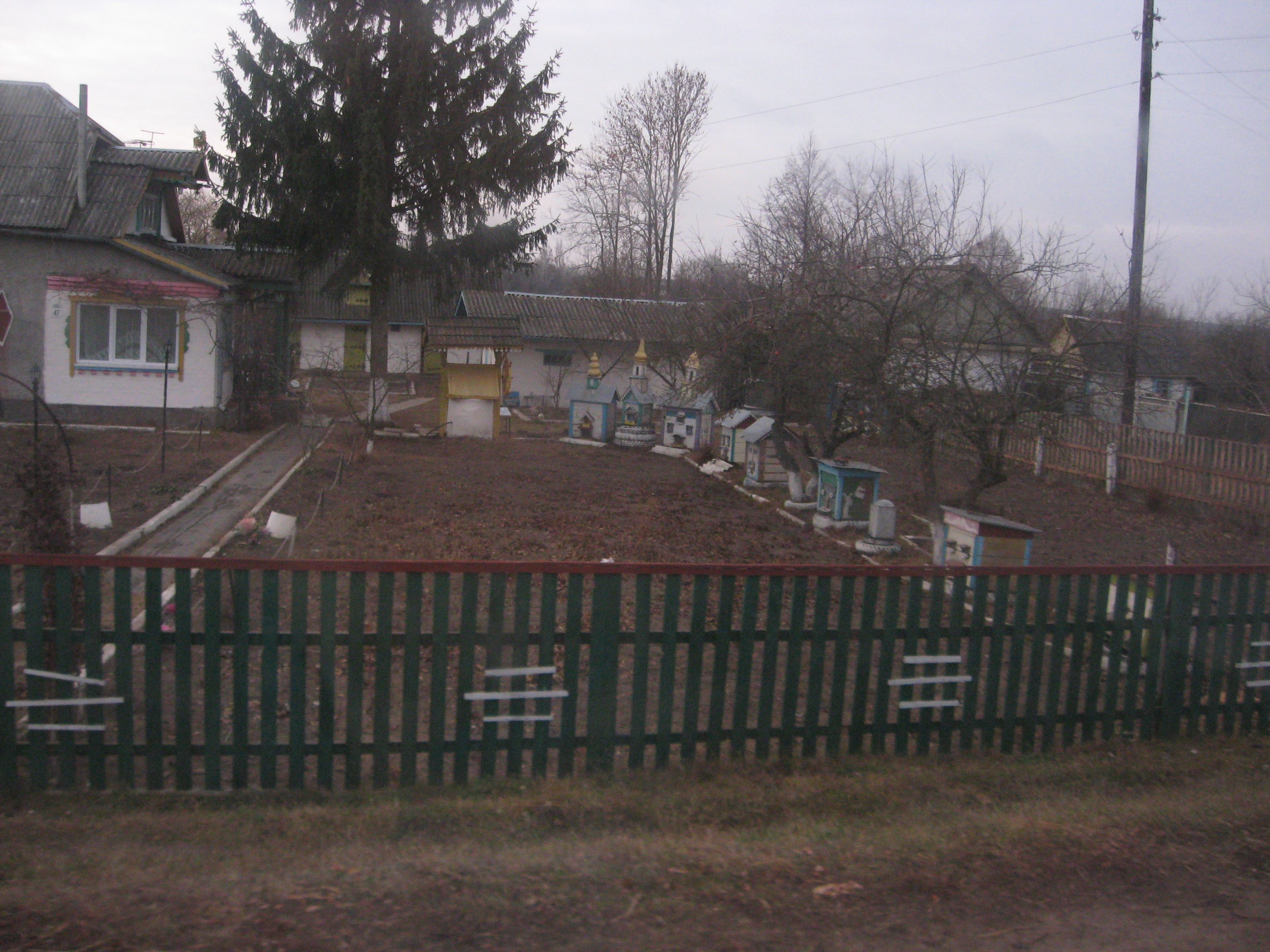
Пасіка у Краснополі
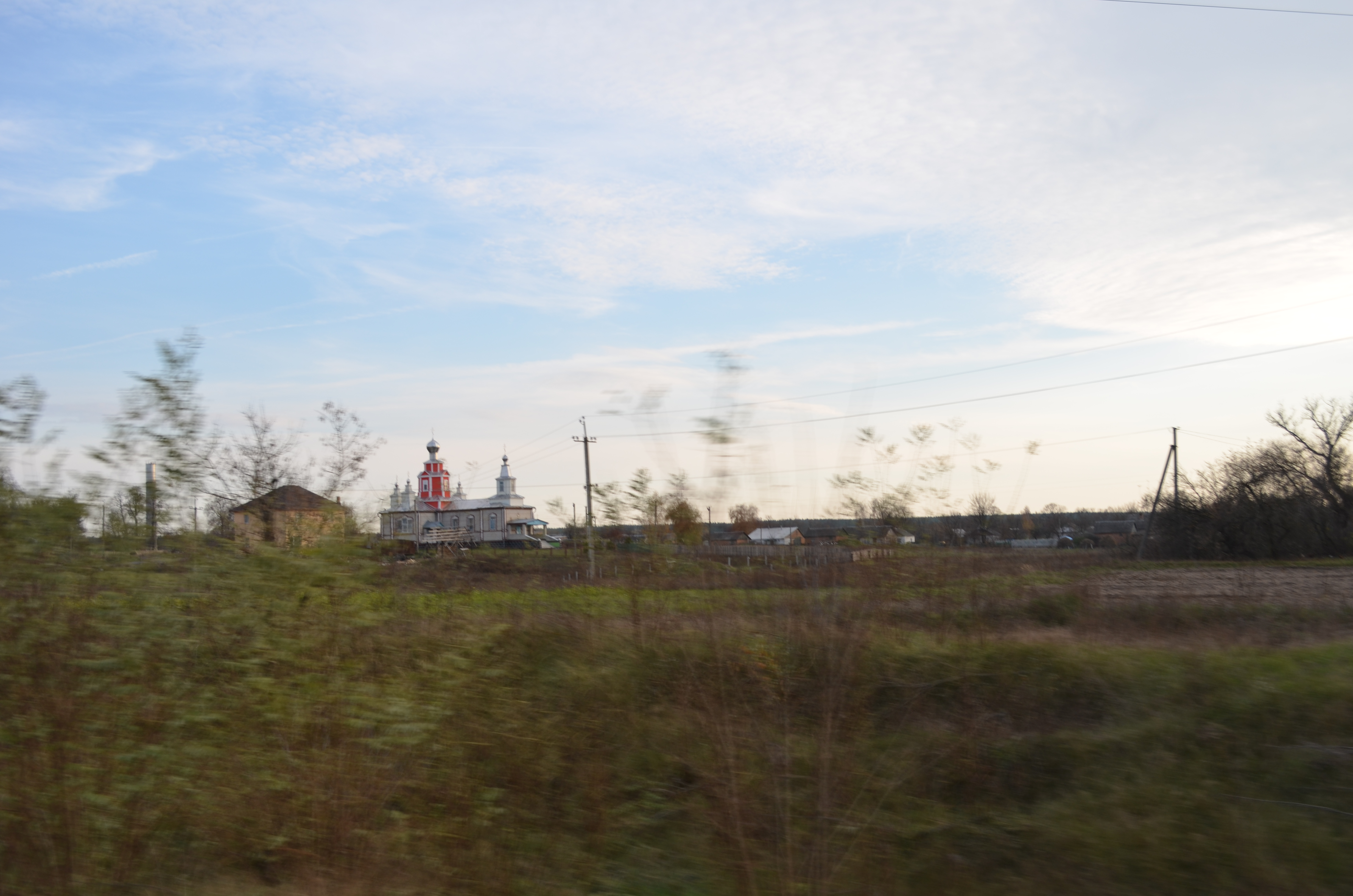
Церква